# Aphanius transgrediens
Aphanius transgrediens е вид лъчеперка от семейство Cyprinodontidae. Видът е критично застрашен от изчезване.

## Разпространение
Разпространен е в Турция.